# Jared Martin
Jared Martin (New York, 21 dicembre 1941 – Filadelfia, 24 maggio 2017) è stato un attore statunitense.
Fu interprete principale in due film di Lucio Fulci, I guerrieri dell'anno 2072 (1984) e Aenigma (1987), e apparve in serie televisive come The Fantastic Journey e La guerra dei mondi. Interpretò inoltre i ruoli di Dusty Farlow nel serial Dallas e di Paul Scott nel film Il ragazzo dal kimono d'oro (1987).

## Filmografia

### Cinema
- Murder à la Mod, regia di Brian De Palma (1968)
- Oggi sposi (The Wedding Party), regia di Brian De Palma, Wilford Leach e Cynthia Munroe (1969)
- Mississippi Summer, regia di William Bayer (1971)
- Lapin 360, regia di Robert Michael Lewis (1972)
- Il mondo dei robot (Westworld), regia di Michael Crichton (1973)
- The Second Coming of Suzanne, regia di Michael Barry (1974)
- The Lonely Lady, regia di Peter Sasdy (1983)
- A Rose for Emily, cortometraggio, regia di Lyndon Chubbuck (1983)
- I guerrieri dell'anno 2072, regia di Lucio Fulci (1984)
- Serpiente de mar, regia di Amando de Ossorio (1984)
- Dove l'erba si tinge di sangue (Quiet Cool), regia di Clay Borris (1986)
- Il ragazzo dal kimono d'oro, regia di Fabrizio De Angelis (1987)
- Aenigma, regia di Lucio Fulci (1987)
- I babysitter (Twin Sitters), regia di John Paragon (1994)

### Televisione
- Una vita da vivere (One Life to Live) – soap opera (1968)
- Avvocati alla prova del fuoco (The Young Lawyers) – serie TV, 1 episodio (1970)
- La famiglia Partridge (The Partridge Family) – serie TV, 1 episodio (1970)
- The Silent Force – serie TV, 1 episodio (1970)
- Dan August – serie TV, 1 episodio (1971)
- The Bold Ones: The Lawyers – serie TV, 2 episodi (1970-1971)
- Mistero in galleria (Night Gallery) – serie TV, 1 episodio (1971)
- Medical Center – serie TV, 1 episodio (1972)
- Cannon – serie TV, 1 episodio (1972)
- Colombo (Columbo) – serie TV, episodio 2x06 (1973)
- Griff – serie TV, 1 episodio (1973)
- Toma – serie TV, 1 episodio (1973)
- Shaft – serie TV, 1 episodio (1973)
- Men of the Dragon – film TV (1974)
- Get Christie Love! – serie TV, 1 episodio (1974)
- Nakia – serie TV, 1 episodio (1974)
- A tutte le auto della polizia (The Rookies) – serie TV, 4 episodi (1972-1975)
- Switch – serie TV, 1 episodio (1975)
- The Fantastic Journey – serie TV, 10 episodi (1977)
- La fuga di Logan (Logan's Run) – serie TV, 1 episodio (1977)
- L'uomo da sei milioni di dollari (The Six Million Dollar Man) – serie TV, 1 episodio (1978)
- Due americane scatenate (The American Girls) – serie TV, 1 episodio (1978)
- Project UFO – serie TV, 1 episodio (1978)
- Una famiglia americana (The Waltons) – serie TV, 1 episodio (1978)
- Alla conquista del West (How the West Was Won) – serie TV, 4 episodi (1978-1979)
- Wonder Woman – serie TV, 2 episodi (1979)
- Padre e figlio, investigatori speciali (Big Shamus, Little Shamus) – serie TV, 1 episodio (1979)
- CHiPs – serie TV, 1 episodio (1979)
- The Kids Who Knew Too Much – film TV (1980)
- Disneyland – serie TV, 1 episodio (1980)
- M Station: Hawaii – film TV (1980)
- Willow B: Women in Prison – film TV (1980)
- L'incredibile Hulk (The Incredible Hulk) – serie TV, episodio 4x03 (1980)
- Aloha Paradise – serie TV, 1 episodio (1981)
- Cuore e batticuore (Hart to Hart) – serie TV, 1 episodio (1981)
- I predatori dell'idolo d'oro (Tales of the Gold Monkey) – serie TV, 1 episodio (1982)
- Fantasilandia (Fantasy Island) – serie TV, 1 episodio (1983)
- Top Secret (Scarecrow and Mrs. King) – serie TV, 1 episodio (1984)
- Supercar (Knight Rider) – serie TV, 1 episodio (1984)
- Supercopter – serie TV, 1 episodio (1985)
- Detective per amore (Finder of Lost Loves) – serie TV, 1 episodio (1985)
- Love Boat (The Love Boat) – serie TV, 3 episodi (1982-1985)
- Magnum, P.I. – serie TV, episodio 7x09 (1986)
- La signora in giallo (Murder, She Wrote) – serie TV, episodi 1x04-3x08 (1984-1986)
- Hotel – serie TV, 2 episodi (1985-1986)
- Mike Hammer investigatore privato (Mike Hammer) – serie TV, 1 episodio (1987)
- Hunter – serie TV, 1 episodio (1987)
- La guerra dei mondi (War of the Worlds) – serie TV, 43 episodi (1988-1990)
- Dallas – serie TV, 34 episodi (1979-1991)
- Due poliziotti a Palm Beach (Silk Stalkings) – serie TV, 1 episodio (1993)
- Avvocati a Los Angeles (L.A. Law) – serie TV, 1 episodio (1993)

## Doppiatori italiani
Nelle versioni in italiano delle opere in cui ha recitato, Jared Martin è stato doppiato da:
- Giorgio Favretto in Dallas, Il ragazzo dal kimono d'oro
- Roberto Del Giudice in Detective per amore, La guerra dei mondi (st. 1, versione VHS)
- Gianni Quillico in Magnum, P.I., La signora in giallo (ep. 3x08)
- Massimo Turci in Alla conquista del West
- Elia Iezzi in Wonder Woman
- Roberto Chevalier in Top Secret
- Rodolfo Bianchi in La signora in giallo (ep. 1x04)
- Claudio Capone in La guerra dei mondi
- Vittorio Guerrieri in Dallas (ridoppiaggio parziale)